# Volksrod

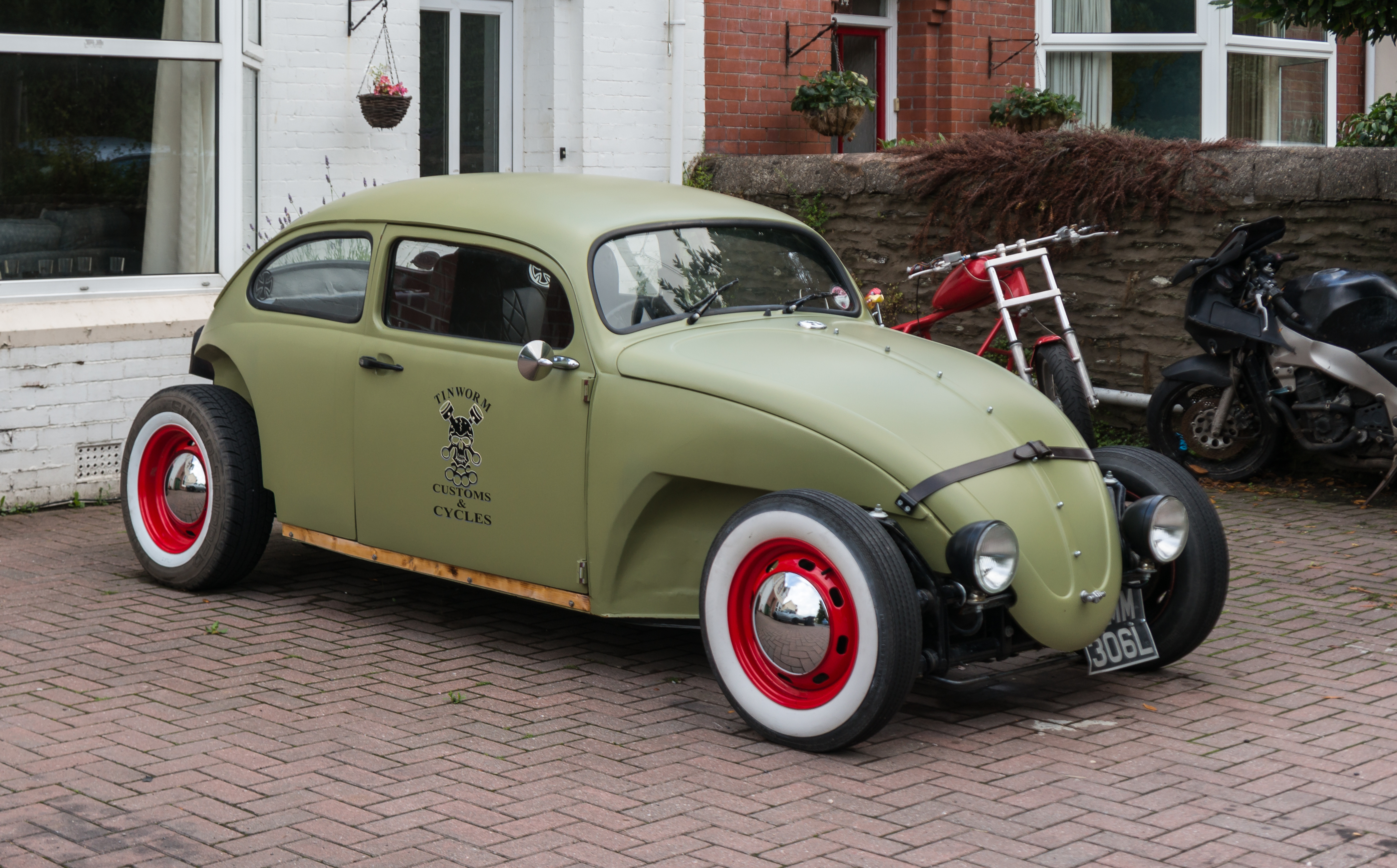
Esempio di Volksrod.

Con il termine Volksrod si intendono delle hot rod realizzate su base Volkswagen Maggiolino. 
Il fenomeno delle Volksrod, nato nella comunità Volkswagen, si è allargato alla comunità hot rod in generale. Questo per la sempre maggiore rarità, nonché per il relativo costo elevato, raggiunto dalle Ford T e A, modelli "classici" su cui si basavano i costruttori di hot rod, che ha fatto sì che modificare queste vetture sia divenuto un privilegio di pochi. I Maggiolini sono invece economici, facili da reperire e con ampia disponibilità di ricambi.
Uno dei metodi più popolari di modifica della vettura comprende la rimozione dei parafanghi anteriori e posteriori e l'installazione di un asse di Ford d'epoca. In questo modo si spostano in avanti le ruote e la vettura assume un assetto più basso e allungato. L'opera di trasformazione viene completata abbassando il tetto e personalizzando la verniciatura della carrozzeria, spesso con l'aggiunta di decorazioni in stile pinstriping.
Un secondo metodo di modifica comprende invece lo spostamento in avanti dell'asse di serie oppure la modifica delle sospensioni, capovolgendo le barre di torsione e quindi adeguando di conseguenza l'asse di sterzo. In ogni caso questi sono solo due metodi e come per ogni altra vettura sottoposta a modifiche di questo genere spesso vengono praticate molte modifiche secondo differenti combinazioni.